# 1995年巴库地铁火灾
1995年10月28日，阿塞拜疆首都巴库的地铁系统的乌尔都兹站和纳里曼·纳里曼诺夫站之间发生火灾。根据官方统计，此次火灾共造成289人死亡、270人受伤，死者中包括28名儿童和3名救援队员。参与救援的钦吉斯·巴巴耶夫上尉獲追授阿塞拜疆国家英雄。火灾起因可能为电力系统故障，但不能排除有人蓄意纵火的可能。这起火灾是目前为止死伤最为惨重的地铁事故。

## 背景
巴库地铁是苏联在战后建设的众多轨道交通设施工程之一。1967年11月6日，巴库地铁正式开通。在苏联时代，地铁工程往往被作为国家实力的象征，同时也被用作重要的民防设施，因此巴库地铁和苏联各地地铁一样，拥有很装饰精美的地铁站和很深的地下深度。
90年代初苏联解体给阿塞拜疆带来了严重的经济和社会动荡，包括阿塞拜疆的独立、周边的车臣战争、第一次纳卡战争和经济的严重衰退萎缩。阿塞拜疆虽然是重要石油产地，但一方面像苏联各边疆地区一样，阿国本地工业基础薄弱，另一方面苏联解体和东欧剧变让计划经济体制崩溃，石油产出没有了按计划出口的经济效益（阿塞拜疆的石油原是统购统销，大多用于满足俄罗斯、东欧各国的本地发展和一些支援发展中国家的计划），新国家还要负担曾经由蘇聯中央政府承担的军费，加上与亚美尼亚的战争失利，预算十分紧张。巴库地铁的经费被一再削减，加上设施老化，地铁出现事故频发的情况。由于经济困难，加上事故都不严重，故没有引起重视。

## 事故过程
乌尔都兹站和纳里曼·纳里曼诺夫站是巴库北部的两座车站。两站之间有一座可调节的通风系统，但其横断面较为狭窄，其高5.6米，宽5米。
火灾发生于周六下午6时左右的晚高峰。一列满载车辆刚刚驶出乌尔都兹站，5号车厢的乘客就闻到烟味。稍后，4号车厢有乘客发现白烟，很快白烟转黑，乘客們覺得不適。被認為發生於4号车厢的電力故障（車廂尾端电气设备的電弧或電火花）)使列车在離開乌尔都兹站后约200米就停下，隧道内满是烟气。列车驾驶员上報事故并要求切断电源。但车内的纤维材料著火後釋出致命程度的一氧化碳很快令乘客中毒。现场人员撤离时，其中一節車廂的車門無法打開，乘客必須從另一輛車離開列車。火灾发生约15分钟后，通风系统启动，但烟气飘向乘客疏散的方向。還有數人因试图抓住电缆以離開車廂而触电。
救援人员在车内找到大部分死难者的遗体，其中包括28名儿童。这些人大多是由于剧烈冲击、踩踏而死。另在隧道中發現40名遇难者的遗体。幸存者回忆称，列车驶离乌尔都兹站后，高压电线就迸溅出火花。一名时年45岁的乘客（Tabil Huseynov）描述道：“列车一进入隧道，我就看到了闪光。然後車廂被火焰包围，传来砸碎玻璃的声音，然后灯就灭了。人们感到窒息，纷纷砸窗逃生。”
火灾发生后，各方估计的受害者人数并不相同。法医称至少统计出303具遗体，而阿塞拜疆独立新闻机构图兰通讯社援引医疗界官员的话说，遇难人数为337人。之后，政府宣布举行为期两天的哀悼活动。俄罗斯卢克石油公司宣布将向遇难者家属提供9000美元的援助。

## 事后调查
阿塞拜疆政府调查委员会得出的结论为本次火灾是由电力故障引起。火情始于一列车厢的牵引电动机，没有发生爆炸。调查委员会负责人、阿塞拜疆时任副总理阿巴斯·阿巴索夫提到系统使用了“过期苏联产设备”。然而，一节被毁车厢的侧面发现了两个大洞，阿塞拜疆国营电视台引用专家的话，称这些洞可能是由起爆装置造成。该国总统盖达尔·阿利耶夫告诉美国官员，尽管初期调查结果表明起因是技术问题，火灾仍有可能是“有组织的蓄意破坏”。
阿塞拜疆最高法院裁定失事列车的驾驶员和车站交通管制员过失犯罪，对两人分别处以15年和10年监禁。

## 扩展阅读
- 巴库地铁事故——制定战略的挑战 （页面存档备份，存于），《阿塞拜疆国际（英语：Azerbaijan International）》杂志（英文）